# Beaulieu (Puy-de-Dôme)
 Beaulieu  es una población y comuna francesa, situada en la región de Auvernia, departamento de Puy-de-Dôme, en el distrito de Issoire y cantón de Saint-Germain-Lembron.

## Demografía
| 410 | 400 | 406 | 403 | 399 | 402 |
| Para los censos de 1962 a 1999 la población legal corresponde a la población sin duplicidades (Fuente: INSEE [Consultar]) |     |     |     |     |     |